# Шлагетер, Альберт Лео
А́льберт Ле́о Шла́гетер (нем. Albert Leo Schlageter; 12 августа 1894, Шёнау — 26 мая 1923, Гольцгейм, ныне в составе Дюссельдорфа) — немецкий лейтенант в отставке, член фрайкора и партизан периода после Первой мировой войны, один из главных мучеников в нацистском мартирологе.

## Биография
Родился в Шёнау в католической семье. Во время Первой мировой войны служил в армии, сражался на Западном фронте, награждён Железными крестами 1-го и 2-го класса. В 1917 г. произведен в лейтенанты и назначен командиром батареи.
После демобилизации (в декабре 1918) поступил на экономический факультет Фрайбургского университета, но затем вступил во фрайкор (также в качестве командира батареи), участвовал в боях с большевиками в Прибалтике, в марте 1920 г. во время Капповского путча — в боях с Рурской Красной армией, в 1921 г. — в боях с поляками в Верхней Силезии во время Третьего Силезского восстания. В Силезии он организовал налет на крепость Косель, где французскими властями содержались арестованные немцы, которых предполагалось депортировать на остров Дьявола во Французской Гвиане, и освободил пленников; его батарея сыграла важную роль в победе в удачной для немцев битве при Аннаберге. Во время этих событий он спас от самосуда попавших в плен к немцам французов, на что указывала защита во время суда над Шлагетером.
В октябре 1922 года он, наряду с Россбахом и Хауенштайном, был одним из основателей Национально-Социального объединения (затем Германская рабочая партия), объединившегося с НСДАП в качестве коллективного члена. Однако после французской оккупации Рура в начале 1923 года Шлагетер порвал с НСДАП из-за запрета Гитлера участвовать в борьбе с оккупантами и перебрался в Рур, где организовал группу, занимавшуюся диверсиями на железных дорогах, в частности, устроил крушения поездов на вокзале Хюгель в Эссене и на железнодорожном мосту у Калькума.

### Пленение, суд и расстрел
Благодаря информации внедренного агента 7 апреля 1923 года Шлагетер был арестован в Эссене и обвинен в шпионаже и диверсиях. 8 мая трибунал приговорил его к расстрелу.
Писать прошение о помиловании Шлагетер отказался, заявив: «Я не привык просить о пощаде». Расстрелян 26 мая 1923 года. Последними словами Шлагетера, согласно свидетельствам очевидцев и нацистской пропаганде, была фраза:

Будь кем хочешь, но имей мужество до конца быть тем, кто ты есть.
Оригинальный текст (нем.)Sei was du willst, aber was du bist, habe den Mut, ganz zu sein.
— 
Шлагетер стал культовой фигурой правых националистов, а затем нацистов (которые при этом тщательно скрывали его разрыв с НСДАП в 1923 г.); ему посвящались стихи, песни, Ганс Йост написал пьесу «Шлагетер». Именем Шлагетера были названы корабль, 26-я истребительная эскадра «Шлагетер» и пехотная дивизия.

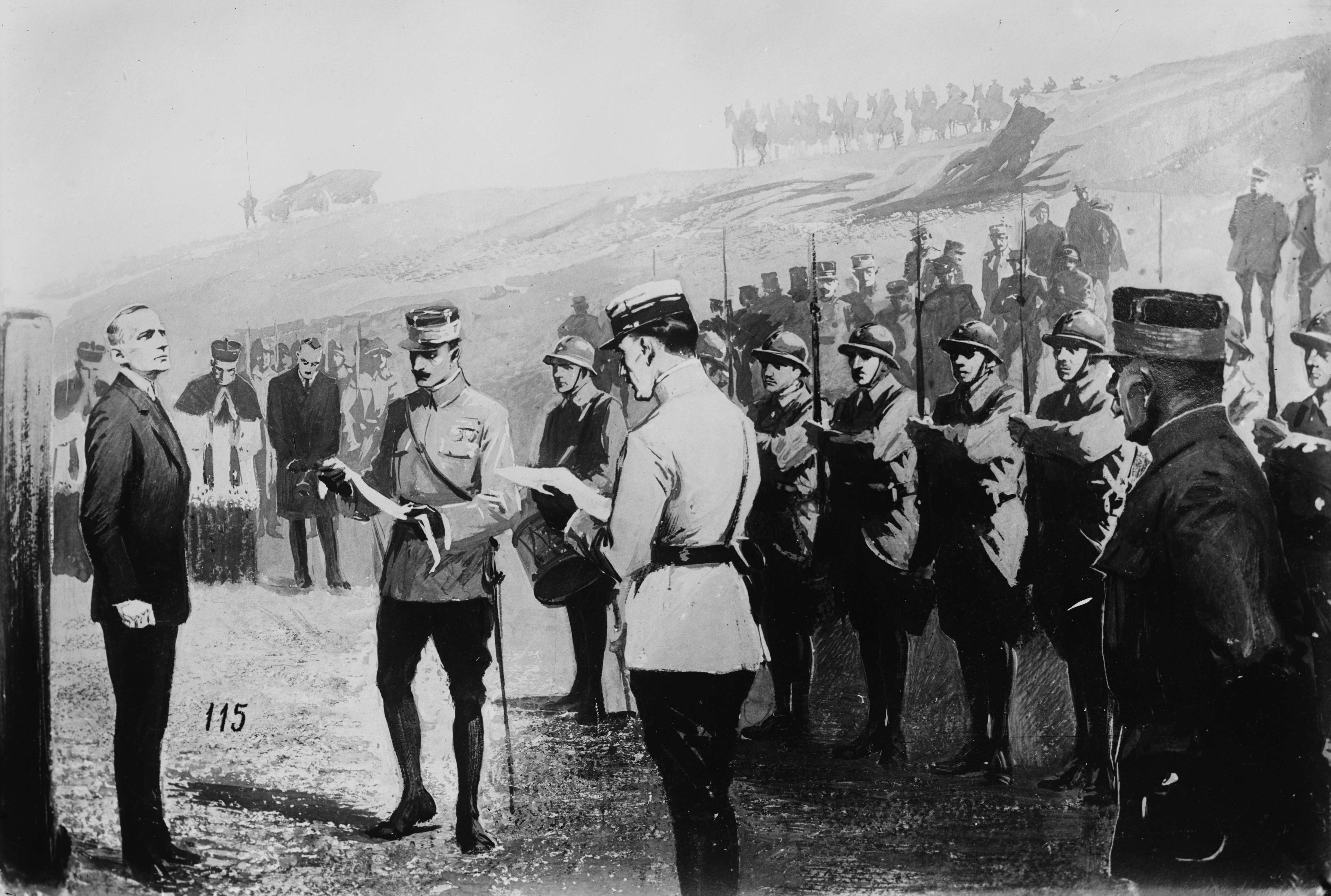
Казнь Альберта Шлагетера